# Сясьский канал
Сясьский канал (в прошлом Канал императрицы Марии Федоровны) — один из исторических приладожских каналов, часть Тихвинской и Мариинской водных систем на территории Ленинградской области, который соединяет устья рек Волхов и Сясь в обход Ладожского озера. Находился в ведении Санкт-Петербургского Округа путей сообщения.

## История

### Старо-Сясьский канал — канал императрицы Екатерины II
Канал задумали строить ещё при Петре Первом в рамках Тихвинской водной системы. В 1724 году были проведены первые натурные исследования. В 1724 году Сенат представил доклад на имя императора, где просил разрешения начать строительство Сясьского канала вне рамок Тихвинской системы. По плану канал должен был быть шириной 28 метров и глубиной 2,1 метра. В первую очередь он был необходим для доставки в северную столицу древесины, извести и каменной плиты, заготовляемых на Сяси. Работы в то время начаты не были.
К вопросу строительства Тихвинской системы вернулись в середине XVIII века. В 1762 году император Пётр III утвердил проект и начались работы на одном из участков системы — Сяськом канале. Строительство несколько раз приостанавливалось, и канал был открыт лишь в 1802 году. 1 июня было открыто движение судов. Таким образом, канал длиной в 10 километров без шлюзов и плотин строился 36 лет.

### Ново-Сясьский канал — канал императрицы Марии Федоровны
С развитием судоходства и ростом экспорта пшеницы в Европу екатерининский канал оказался мелок. 1878 год — начало строительства. Прорыт продольно старому каналу, ближе к Ладожскому озеру. Длина — 9,6 вёрст (10,1 км), ширина — 12 саженей (25,6 м), глубина — 1,14 саж (2,4 м). 1880 год — окончен и открыт для движения судов. Работы по его строительству курировал К. Я. Михайловский. Торжественно открыли канал в 1883 году император и императрица Мария Фёдоровна, прибывшие на яхте «Александрия».
В 1883 году в память события была выбита медная настольная медаль (диаметром 7,7 см) с портретами Александра I, Екатерины II, Александра II и Александра III; на обратной стороне надпись: «Старый Сясский канал (10 1/4 вер) начат в 1766 году, окончен в 1802 г.; Старый Свирский канал (48 вер) начат в 1802 году, окончен в 1810 г.; Новый Сясский (9 1/2 вер) и Свирский каналы начаты в 1878 году, Сясский окончен в 1880 году, а Свирский в 1882 г.» 1890—1896 гг. во время переустройства Мариинской системы произведены работы по расчистке от наплывов и наносов на ширину 12 саж. по дну и на глубину 10 четвертей аршина при самом низком горизонте вод Ладожского озера.